# イスラーム教徒のペルシア征服
イスラーム教徒のペルシア征服は、イスラーム共同体がサーサーン朝ペルシア帝国を征服し、その領土を支配するに至った一連の戦争をさす。

## 前史
預言者ムハンマドの在世中から、アラビア半島を征服したイスラーム教徒は東ローマ帝国とサーサーン朝ペルシアに狙いをつけていた。イスラーム側の伝承によれば、預言者ムハンマド自身、東ローマ帝国やサーサーン朝に使者を送り、イスラームへの改宗を求めたが、拒絶されたためこれらの国々を征服することを決意したとされている。
当時のサーサーン朝は東ローマ帝国との長年の東ローマ・サーサーン戦争（572年-591年、602年-628年）へ西突厥が介入し（第一次ペルソ・テュルク戦争、第二次ペルソ・テュルク戦争、第三次ペルソ・テュルク戦争）、ニネヴェの戦いで東ローマ帝国軍に大敗して国力は疲弊していた。628年にホスロー2世を暗殺して即位したカワード2世は東ローマ帝国皇帝ヘラクレイオスとの間に講和を成立させたが、同年にカワード2世が死去して以降は政治が著しく不安定化し、632年にヤズデギルド3世が後継者争いを制して即位するまでの5年間に5人ものシャーが即位しては短期間で政権を追われて暗殺されるという混乱状態が続いたため、国力の回復もできないままイスラーム教軍との戦いに臨まなければならなかった。
しかしイスラーム共同体が本格的にサーサーン朝ペルシア領への軍事行動を開始したのは、ムハンマドの死後に勃発したリッダ戦争（632年 - 633年）にイスラーム共同体が勝利を収めた西暦633年になってからである。

## 戦闘の推移
イスラーム教軍は当初アラビア半島に接するメソポタミア地域に侵攻し、サーサーン朝軍と争った。サーサーン朝軍はイスラーム教軍を上回る兵員を動員したが、ハーリド・イブン＝アル＝ワリードの指揮の元イスラーム教軍はワラジャ、フィラーズ、クーファの戦いでサーサーン朝軍に連勝し、633年の4月から634年の1月までの1年足らずの間にメソポタミアのほとんどを支配下に置くこととなった。最終的にカーディシーヤの戦いでイスラーム教徒はサーサーン朝の都クテシフォンまで攻略しペルシア帝国の勢力をメソポタミアから駆逐することに成功した。
第2代正統カリフのウマル・イブン＝ハッターブは当初ペルシア高原に兵を進めることには慎重であったが、側近たちはこの機会に完全にペルシア帝国を完全に滅ぼすことを勧めた。ウマルも最終的にペルシア帝国が二度とムスリムの脅威となりえないよう、その息の根を完全に止め、ペルシアをイスラームの領土に加えることを決意した。642年、メソポタミアとペルシア高原を隔てるザグロス山脈を超えて侵攻してきたイスラーム教軍30,000に対し、ヤズデギルド3世は100,000を超える兵力を動員し、現在のハマダーンに程近いニハーヴァンドでこれを迎え撃った（ニハーヴァンドの戦い）。しかし士気や錬度の面で劣っていたサーサーン朝軍はこの戦いでも大惨敗を喫した。ヤズデギルド3世は東方領土に逃亡したが、651年に部下の裏切りで殺された。この戦いを最後に、サーサーン朝は組織だった抵抗を終えた。
廃帝ヤズデギルド3世の息子ペーローズ3世をはじめとする皇族たちはパミール高原を越えて唐に亡命し、唐の援助を受けてサーサーン朝復興を図ったが、ペルシアと唐の地理的な隔絶もあってそれを果たすことはできなかった。

## サーサーン朝滅亡後
サーサーン朝はゾロアスター教を国教とした最後のペルシア系民族の国家であり、その滅亡とイスラーム教徒による征服は、ペルシア地域に新たな時代を告げるものだった。イスラーム勢力はペルシアを征服し、その技術や学問を吸収することで急速な発展を遂げた。ペルシアの文明は東ローマの文明と共に絢爛たるイスラーム文明の基となったとされる。イスラーム文明を彩る多くの神学、法学、哲学、自然科学の学者たちはペルシア人であった。アラビア文字で表されるようになったペルシア語は、イスラーム世界東部の国際語として機能し、多くの偉大な文学作品を生み出すことになる。
一方でゾロアスター教は国教から二等宗教へと転落し、信者にはジズヤの支払いをはじめとしてさまざまな差別待遇がかされることになった。ゾロアスター教徒の数は徐々に減少し、イスラーム教徒の圧迫を嫌った一部の信者は地理的・文化的に近いインド亜大陸へと亡命し、この人々の末裔が現在のパールシーであるとされている。